# Скремблінг

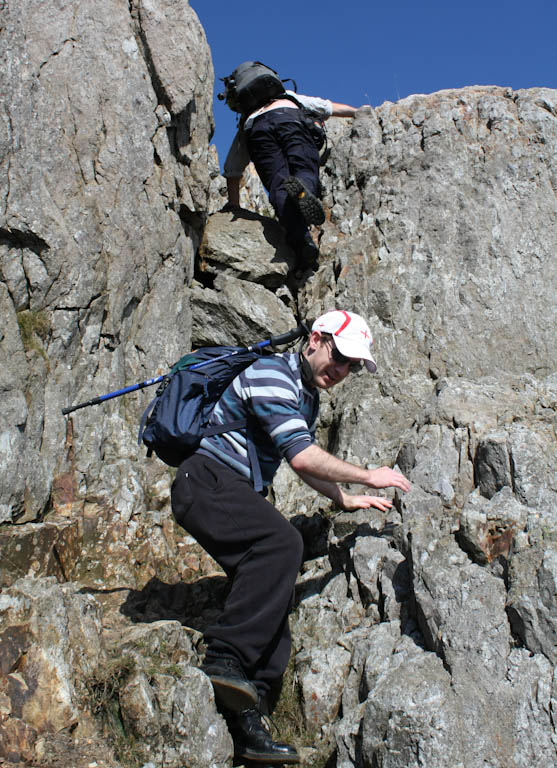
Скремблювання на горі Crib Goch

Скремблінг (англ. scramble — «дертися») — вид і спосіб техніки пересування в горах для якої досить використання однієї руки, займає проміжне положення між ходьбою, де обидві руки не використовуються і скелелазінням, де використовуються вже дві руки.
Згідно  Нового Оксфордського Американського тлумачного словника , скремблінг — це «пересування вгору по пересіченій місцевості, яке передбачає використання рук». Це неоднозначний термін, який знаходиться по середині між пішохідним туризмом, гірським туризмом, альпінізмом і простим скелелазінням. Крім того, скремблювання часто зустрічається в каньйонінгу.
Вираз Альпійський скремблінг — застосовується до скремблінгу у високих горах, таких як Альпи або Скелясті гори в США. Організації альпіністів дають таке визначення альпійського скремблінгу:

«Альпійський скремблінг — це позатрековий похід, часто по снігу або скелях, з 'нетехнічним' сходженням як кінцевою точкою маршруту. Нетехнічним сходженням є сходження, яке досягається без необхідності певних видів альпіністського спорядження (обв'язка, мотузки, захисної екіпіровки тощо), і не пов'язане з лазінням по крутих схилах або льодовиках. Проте, термін включає в себе перевали через скелі з невеликим кутом нахилу, трекінг по осипах, перетин водних потоків, продирання через зарості і ходіння по засніжених схилах.»

## Загальна інформація

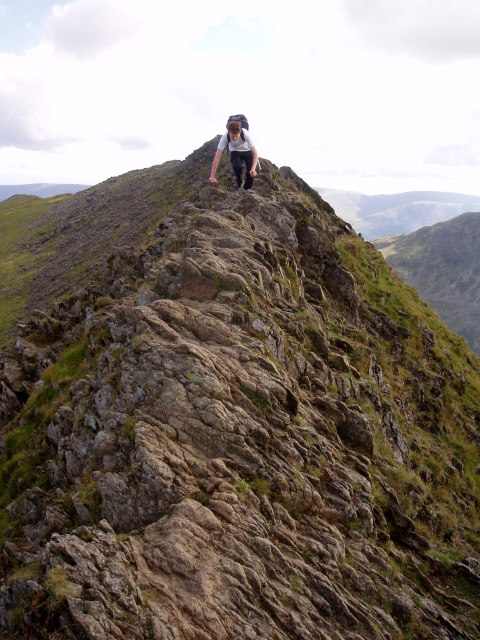
скремблювання на горі Helvellyn, Велика Британія. Хребет Striding Edge

Незважаючи на те, що використання мотузок може бути розумним при складному скремблюванні, регулярне використання мотузки і страхувального спорядження відносять до скелелазіння. Як правило, використання мотузок при скремблюванні обмежується базовими цілями безпеки.
Хоча більша частина задоволення від скремблювання залежить від незалежності від технічних засобів, скремблінг без мотузок потенційно є одним з найнебезпечніших видів гірських походів. З цієї причини гірські туристи рекомендують не нехтувати мотузкою в разі складного скремблювання. Скремблерів також закликають знати свої межі і повертати назад до того, як вони потраплять у скрутне становище.
Деякі гірські вершини можуть бути подоланні трекінгом або скремблінгом по їх найменш крутих стінах.

## Безпека

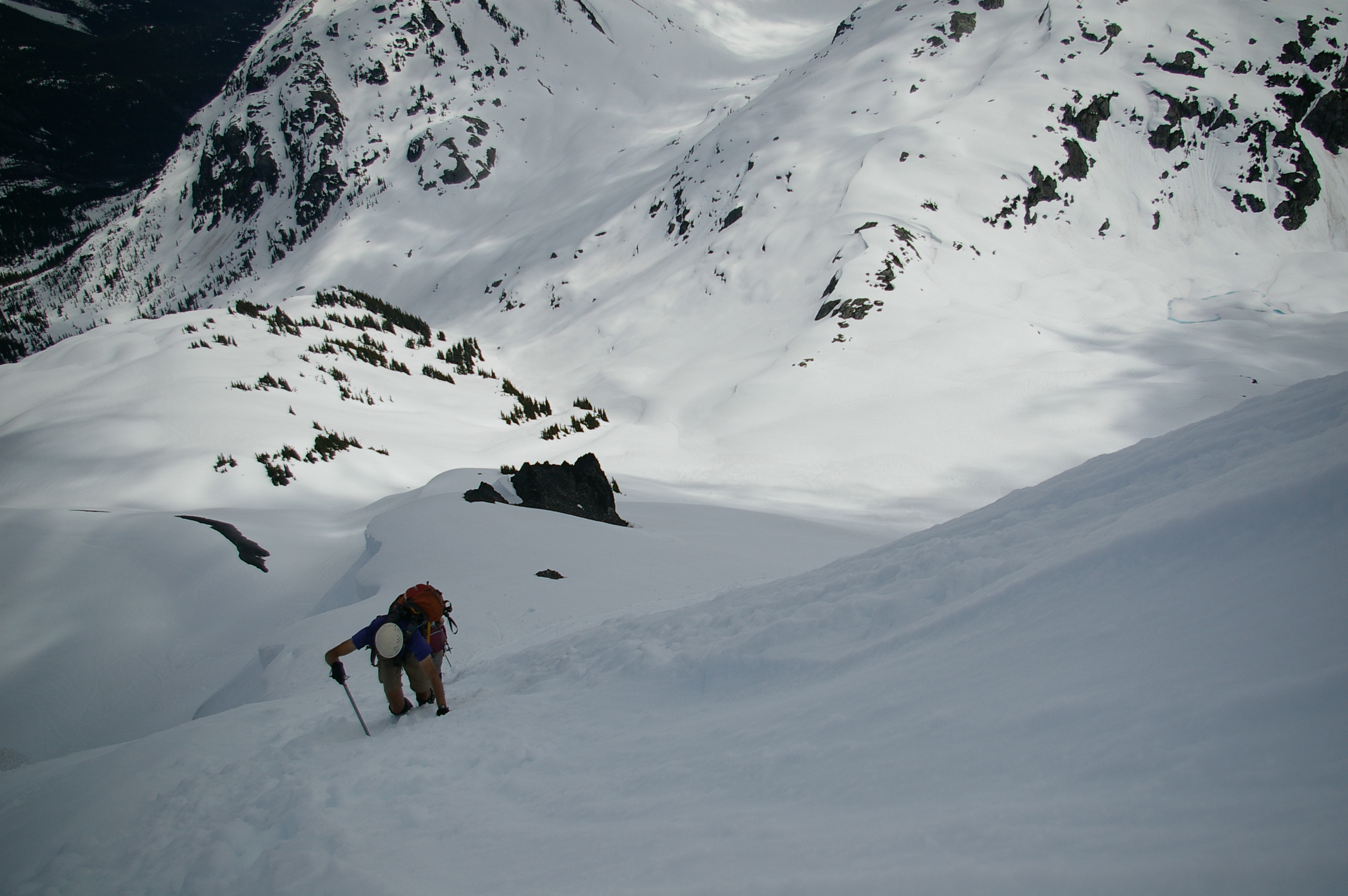
Скремблювання на засніженому схилі.

Багато починаючих скремблерів виходять на серйозні маршрути в погану погоду. Ожеледиця і ожеледь стають особливою проблемою в холодну погоду. Димка і туман також можуть дуже швидко дезорієнтувати новачка. Проблема гіпотермії зустрічається в дощ, а також туман, внаслідок охолоджуючого ефекту атмосферних опадів. Скремблери зазвичай подорожують в водонепроникних куртках і іншому захисному одязі, а також мають при собі аварійний запас їжі і води. Також необхідна карта з високою роздільною здатністю, для точного проходження по маршруту і організованих шляхах відступу в разі поганої погоди або травми.
Для будь-якого скремблювання рекомендується попутник, також рекомендується залишити деталі планованого треку у відповідальної особи. На маршрутах у снігових умовах, необхідні шолом, льодоруб, кішки, і вміння для їх використання.

## Класифікаційна система
За Йосемітською шкалою складності скремблінг відносять до 3-го класу YDS. За  Британською системою класифікації маршрутів , маршрути скремблінга відносять до легкої категорії (англ. Easy), деякі складні маршрути до помірної категорії (англ. Moderate) і зрідка до складної (англ. Difficult).
Путівники оцінюють маршрути для скремблінга наступним чином:
- Легко (англ. Easy) — як правило, просто позатрековий маршрут з мінімальним впливом висоти (англ. Exposure) (якщо взагалі присутній) і, можливо, притримування рукою або двома. UIAA клас I.
- Помірний (англ. Moderate) — Руки необхідні часто, можливий вплив висоти (англ. Exposure), корисні навички орієнтування. UIAA клас II.
- Складний (англ. Difficult) — Руки постійно в роботі, падіння може бути смертельним, потрібні навички орієнтування. Менш досвідченим групам рекомендується розглянути питання про використання мотузки на деяких ділянках. UIAA клас III, IV і, можливо, V.

У Великій Британії скремблінг, як правило, оцінюють за допомогою системи Ештона та її класифікацією 1, 2, 3 або 3S (S для серйозного), ґрунтуючись на технічній складності маршруту і впливі висоти (англ. Exposure). Зверніть увагу, що деякі зі старих шотландських путівників використовували систему класів з 1 по 5, що призводить до значної плутанини і варіацій над класами 1, 2 і 3 в Шотландії.

## Маршрути Віа Феррата

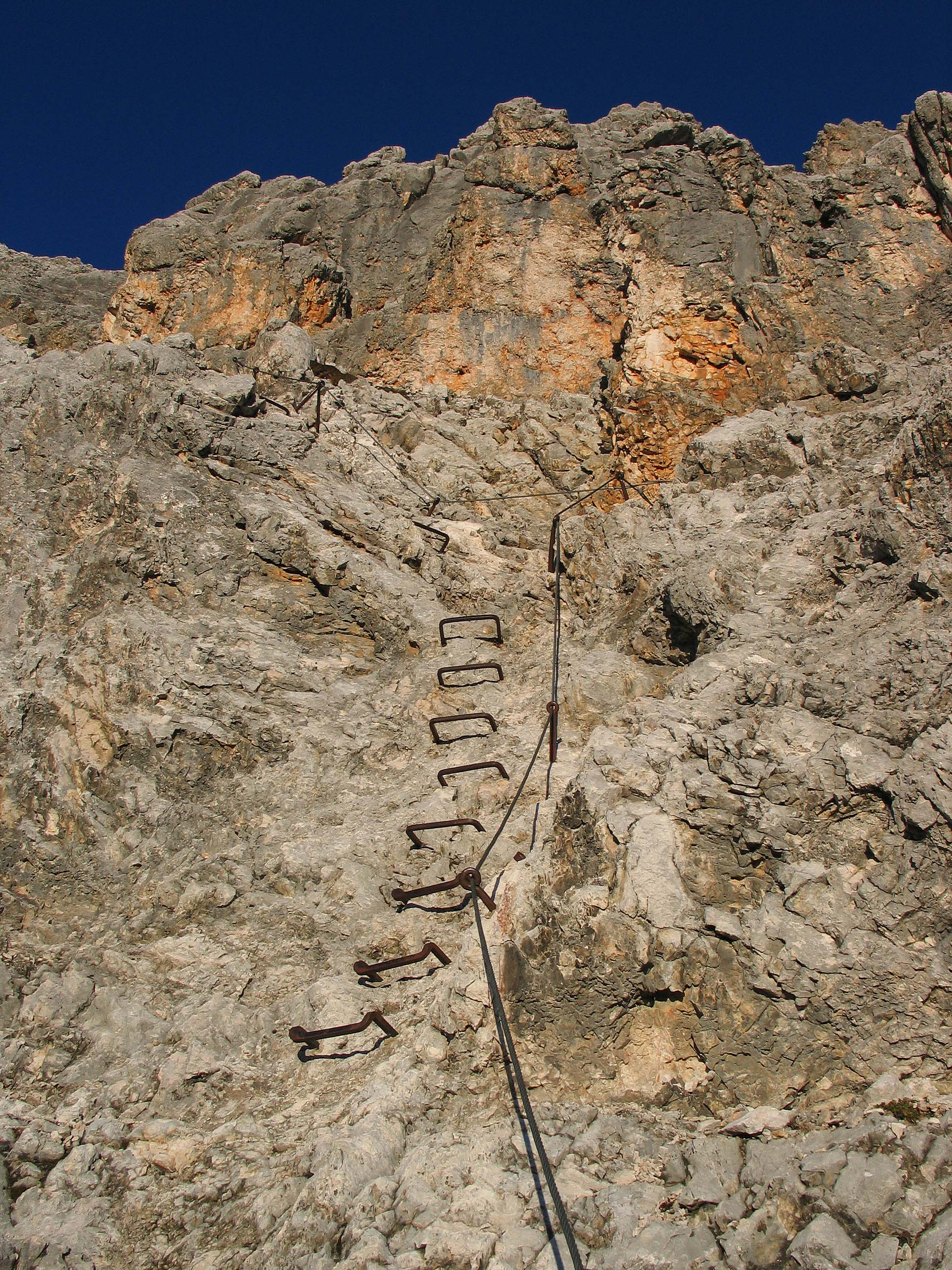
Віа Феррата в Німеччині

Віа феррата — це гірські маршрути, оснащені фіксованими сходами, канатами і мостами для безпеки скелелазів і гірських туристів. Таким чином, подібні маршрути хоча і є серйозною формою скремблінгу, мають допоміжні засоби для безпечного сходження. Суттю сучасного маршруту віа феррата є сталевий трос, який проходить по маршруту і періодично, кожні 3-10 м, кріпиться до скелі. Використовуючи спеціальний комплект для Via Ferrata, альпіністи можуть прикріпити себе до тросу, тим самим уникнувши падіння. Віа феррата дозволяє здійснити потенційно небезпечний маршрут без ризиків, пов'язаних з незахищеним скремблюванням і без необхідності в альпіністському спорядженні, наприклад, мотузках. Для відносно недосвідчених туристів, такі маршрути дають можливість насолодитися вражаючими позиціями і відкривають шлях до складних вершин, доступ до яких, в звичайному стані, є прерогативою серйозних альпіністів. Оскільки деяка екіпіровка все ж потрібна (до тросу необхідно чимось прикріплятися), так само як наявність хоча б базової техніки, маршрути віа феррата можуть розглядатися як окремий вид звичайного гірського туризму.

## Велика Британія
Маршрути, які включають скремблювання, особливо популярні у Великій Британії, в тому числі  Гріб Гок  в Сноудонії, хребет Брістлі на горі  Глайдер Фак  і Шарп Едж (англ. Sharp Edge) на горі  Бленкатра . Безліч маршрутів є в Шотландії, наприклад скельний гребінь  Анч Ігч в Гленко. Багато з цих маршрутів включають в себе «погані місця» (англ. bad step), де скремблінг раптово стає набагато серйознішим. Наприклад, траверс хребта  Каіллін на острові Скай вимагає використання мотузки принаймні в одній точці. Маршрути по хребтах  Ліатак  і  Бен Ей  в  Уестер Росс  пройти легше, але вони дуже схильні до впливу висоти (англ. Exposure), спуск з таких хребтів сильно обмежений, тому, як тільки скремблер почав підйом, він змушений продовжувати маршрут до кінця.
Основне джерело інформації для скремблерів Великої Британії — путівник Вільяма Паучера (англ. W. A. Poucher), ще зустрічається, але він застарів. Пізніші путівники були випущені видавництвом Cicerone.

## Канада
Керівництво по 156 маршрутах для скремблінгу в канадських Скелястих горах може бути знайдено в книзі Алана Кейна «Scrambles in the Canadian Rockies». Журнал Бекпекер (англ. Backpacker Magazine) двічі називав цю книгу «експедиційним Гайдом». Канадський журнал альпіністів, Canadian Alpine Journal, назвав цю книгу «Євангелієм осипів».
Наприкінці літа, за допомогою скремблювання можливо сходження на  Пік Стенлі , гору заввишки 3155 м, розташовану в північно-східній частині національного парку Кутеней, в канадських Скелястих горах. Але маршрут включає в себе складне орієнтування серед безлічі карнизів і ярів на північній стіні гори.

## США

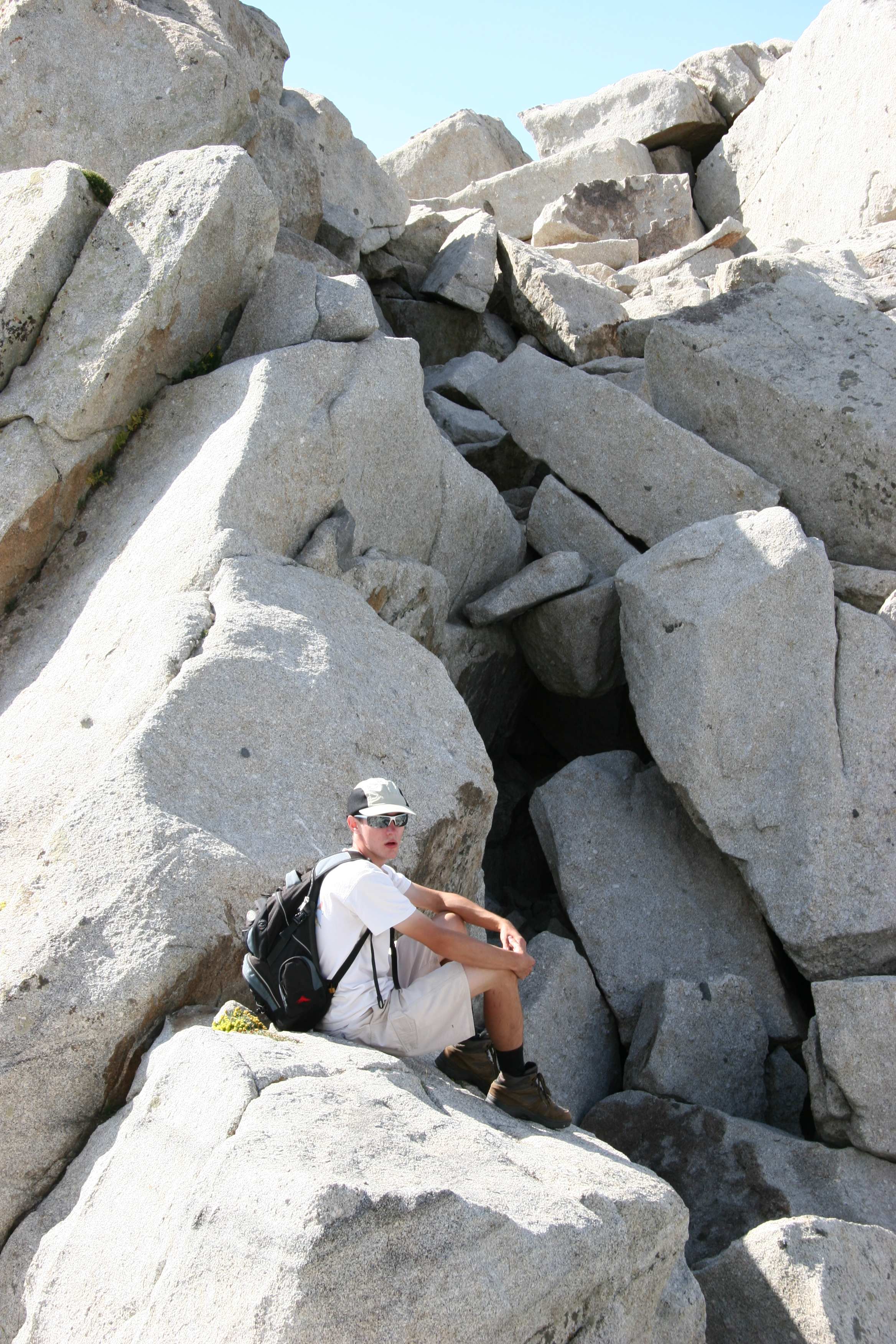
Лон Пік, штат Юта, США. Ділянка треку, на якому потрібно скремблювання.

Гора  Джефферсон  в окрузі Коос, штат Нью-Гемпшир, є третьою за висотою горою в штаті. Вона має прямий маршрут на вершину, початком якого є найвища точка державної дороги в Нью-Гемпширі (917 м). Цей маршрут набирає тільки 823 м вертикально на вершину, роблячи її простою для будь-якого сходження. Проте, сходження на самий пік, включає в себе деяке скремблювання з впливом висоти (англ. Exposure) і іноді може бути складним.